# Uncaged Films
Uncaged Films är ett amerikanskt filmproduktionsbolag som är skapat och ägs av Shannon Keith. Uncaged Films producerade djurrättsfilmen Behind the mask.